# Strzelectwo na Letnich Igrzyskach Olimpijskich 1920 – karabin wojskowy stojąc, 300 m
Strzelanie z karabinu wojskowego stojąc z 300 m, było jedną z konkurencji strzeleckich na Letnich Igrzyskach Olimpijskich 1920. Zawody odbyły się w dniach 29-30 lipca. W zawodach uczestniczyło 48 zawodników z ponad 8 państw.
Nazwiska niektórych zawodników, biorących udział w zawodach, są nieznane.

## Wyniki
Każdy zawodnik oddał po 10 strzałów. Maksymalna liczba punktów do zdobycia wynosiła 60.
| Miejsce | Zawodnik                 | Wynik | Dogrywka |
| ------- | ------------------------ | ----- | -------- |
| 1       | Carl Osburn              | 56    |          |
| 2       | Lars Jørgen Madsen       | 55    |          |
| 3       | Lawrence Nuesslein       | 54    | 56       |
| 4       | Erik Sætter-Lassen       | 54    | 51       |
| 5       | Joseph Janssens          | 54    | 47       |
| 6       | Riccardo Ticchi          | 54    | 44       |
| 7       | Anders Peter Nielsen     | 53    |          |
| 7       | Anders Petersen          | 53    |          |
| 7       | Lloyd Spooner            | 53    |          |
| -       | Anton Dahl               | 52    |          |
| -       | Karl Magnus Wegelius     | 51    |          |
| -       | Niels Larsen             | 51    |          |
| -       | Willis A. Lee            | 48    |          |
| -       | Arthur Rothrock          | 45    |          |
| -       | Achille Paroche          | b.d.  |          |
| -       | Léon Johnson             | b.d.  |          |
| -       | 27 nieznanych zawodników |       |          |